# Wegdraai
Wegdraai is een dorp gelegen in de gemeente !Kheis in de Zuid-Afrikaanse provincie Noord-Kaap.